# Бамако
Бамако (на френски: Bamako) е столица на Мали. Градът е разположен в живописна местност край река Нигер. Населението наброява 1 810 366 жители.
Бамако е сравнително млад град, възниква през 17-век като малко селище. Разраства се сравнително бързо, особено през 19-век, когато страната е колонизирана от Франция. При обявяването на независимостта на Мали, градът е обявен за столица. Както повечето колониални градове в Африка, градът е разделен на две части, обособил в себе си старите квартали и новите, които са с европейски облик. Градът е основен административен и промишлен център на страната.
Има производствени предприятия за безалкохолни напитки, мебели, обработка на селскостопански продукти и за металообработване. Има добре развита рибарска промишленост, свързана с голямата река Нигер. В района наречен „Кулуба“ се намира президентският дворец, седалището на правителството и повечето обществени сгради и посолства.
Има добре уредена Зоологическа градина. Тук е институтът по приложни изкуства. Има добре изградена шосейна мрежа и международно летище.

## Побратимени градове
- Анже, Франция (от 1974)
- Ашхабад, Туркменистан
- Банджул, Гамбия
- Бобо Диаласо, Буркина Фасо
- Дакар, Сенегал
- Лайпциг, Германия
- Рочестър, САЩ (от 1975)
- Сао Паоло, Бразилия

## Фотогалерия
- Бамако нощем
- Африканската кула в Бамако
- Улица в Бамако
- Мост над р. Нигер